# Василевка (Попельнянский район)
Ва́силевка (укр. Василівка) — село на Украине, основано в 1560 году, находится в Попельнянском районе Житомирской области.
Код КОАТУУ — 1824780901. Население по переписи 2001 года составляет 555 человек. Почтовый индекс — 13541. Телефонный код — 4137. Занимает площадь 4,596 км².

## История
В 1946 году указом ПВС УССР хутор Базилевка переименован в Василевку.

## Адрес местного совета
13541, Житомирская область, Попельнянский р-н, с. Василевка, ул. Ленина